# Diecezja Roermond

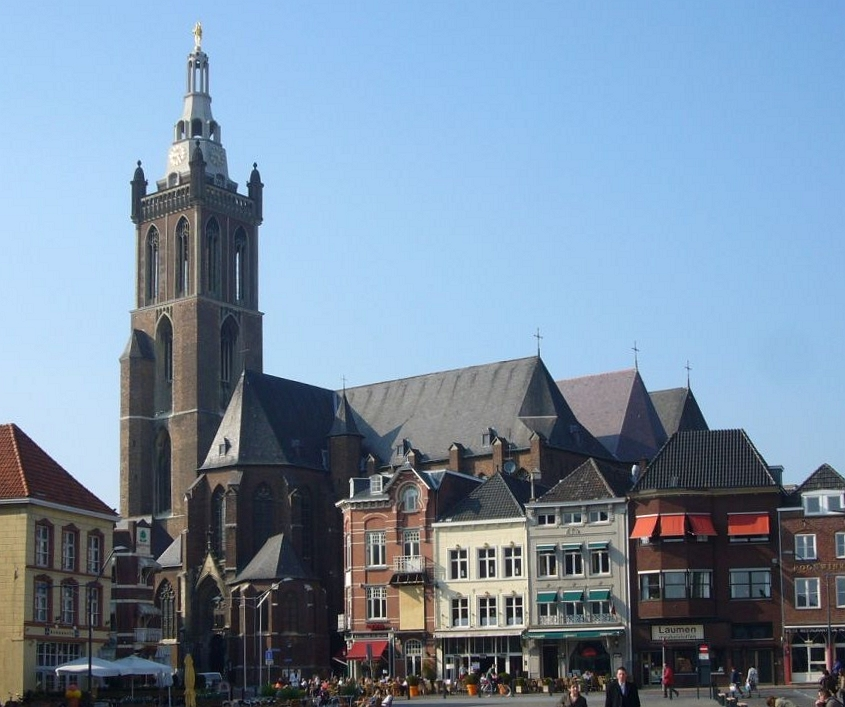
katedra św. Krzysztofa w Roermond

Diecezja Roermond (łac.: Dioecesis Ruremundensis, hol.: Bisdom Roermond) – katolicka diecezja holenderska położona w południowo-wschodniej części kraju, obejmująca swoim zasięgiem terytorium Limburgii. Siedziba biskupa znajduje się w katedrze św. Krzysztofa w Roermondzie.

## Historia
Historia biskupstwa sięgają okresu XVI w., kiedy to papież Paweł IV erygował diecezję roermondską, z części ziem diecezji Liège i archidiecezji kolońskiej na podstawie bulli Super Universas, podporządkowując ją jako sufraganię archidiecezji utrechckiej.
Wraz z wkroczeniem wojsk Napoleona I do Niderlandów diecezja znalazła się w granicach Francji. Na mocy konkordatu zawartego ze Stolicą Apostolską w 1801 r. dotyczącego m.in. reformy struktury terytorialnej Kościoła katolickiego we Francji, dokonano likwidacji diecezji roermondskiej, dzieląc jej obszar między biskupstwo akwizgrańskie i Liège.
Diecezja roermondska została reaktywowana w nowym kształcie jako administraturę apostolską Limburgii w 1840 r., a 4 marca 1853 r. po zawarciu konkordatu między Stolicą Apostolską a Holandią została podniesiona do rangi pełnoprawnej diecezji. W 1936 r. weszła ona w skład nowo utworzonej metropolii utrechckiej.

## Biskupi
- ordynariusz – Ron van den Hout
- biskup pomocniczy – bp Everard de Jong
- biskup senior – bp Frans Wiertz

## Podział administracyjny
Diecezja Roermond składa się obecnie ze 331 parafii.

## Główne świątynie[4]
- Katedra św. Krzysztofa w Roermond
- Bazylika św. Amalberga w Susteren
- Bazylika św. Servatiusa w Maastricht
- Bazylika śwśw. Wiro, Plechelma i Otgera w Sint Odiliënberg (prowincja Limburg)
- Bazylika św. Bartłomieja w Meerssen
- Bazylika Wniebowzięcia Najświętszej Maryi Panny w Maastricht
- Bazylika Serca Najświętszej Maryi Panny w Sittard

## Patroni
- Święty Krzysztof (III w.) – męczennik, zginął w czasie prześladowań chrześcijan przez cesarza Trajana Decjusza